# Кампизан
Кампизан (фр. Campuzan) насеље је и општина у јужној Француској у региону Миди Пирене, у департману Горњи Пиринеји која припада префектури Тарб.
По подацима из 2011. године у општини је живело 159 становника, а густина насељености је износила 24,02 становника/km². Општина се простире на површини од 6,62 km². Налази се на средњој надморској висини од 300 метара (максималној 333 m, а минималној 249 m).

## Демографија
| 1962. | 1968. | 1975. | 1982. | 1990. | 1999. | 2011. |
| ----- | ----- | ----- | ----- | ----- | ----- | ----- |
| 195   | 203   | 207   | 197   | 164   | 160   | 159   |

График промене броја становника у току последњих година